# Deamia testudo
Deamia testudo, conocida comúnmente como pitayita nocturna de tortuga, es una especie de planta suculenta perteneciente a la familia Cactaceae.

## Descripción
Es una especie de cactus hemiepífito, de hábito colgante, trepador o rastrero, que se desarrolla sobre árboles o superficies rocosas. Los tallos son articulados, cilíndricos y están formados por segmentos. Cada uno de ellos mide hasta 25 cm de largo y de 3 a 10 cm de diámetro. Tienen la epidermis de color verde y a menudo están cubiertos por una cera cuticular dura y quebradiza. Son muy ramificados y suelen presentar raíces adventicias resistentes en la parte inferior, las cuales les permiten anclarse al tronco de los árboles o rocas.

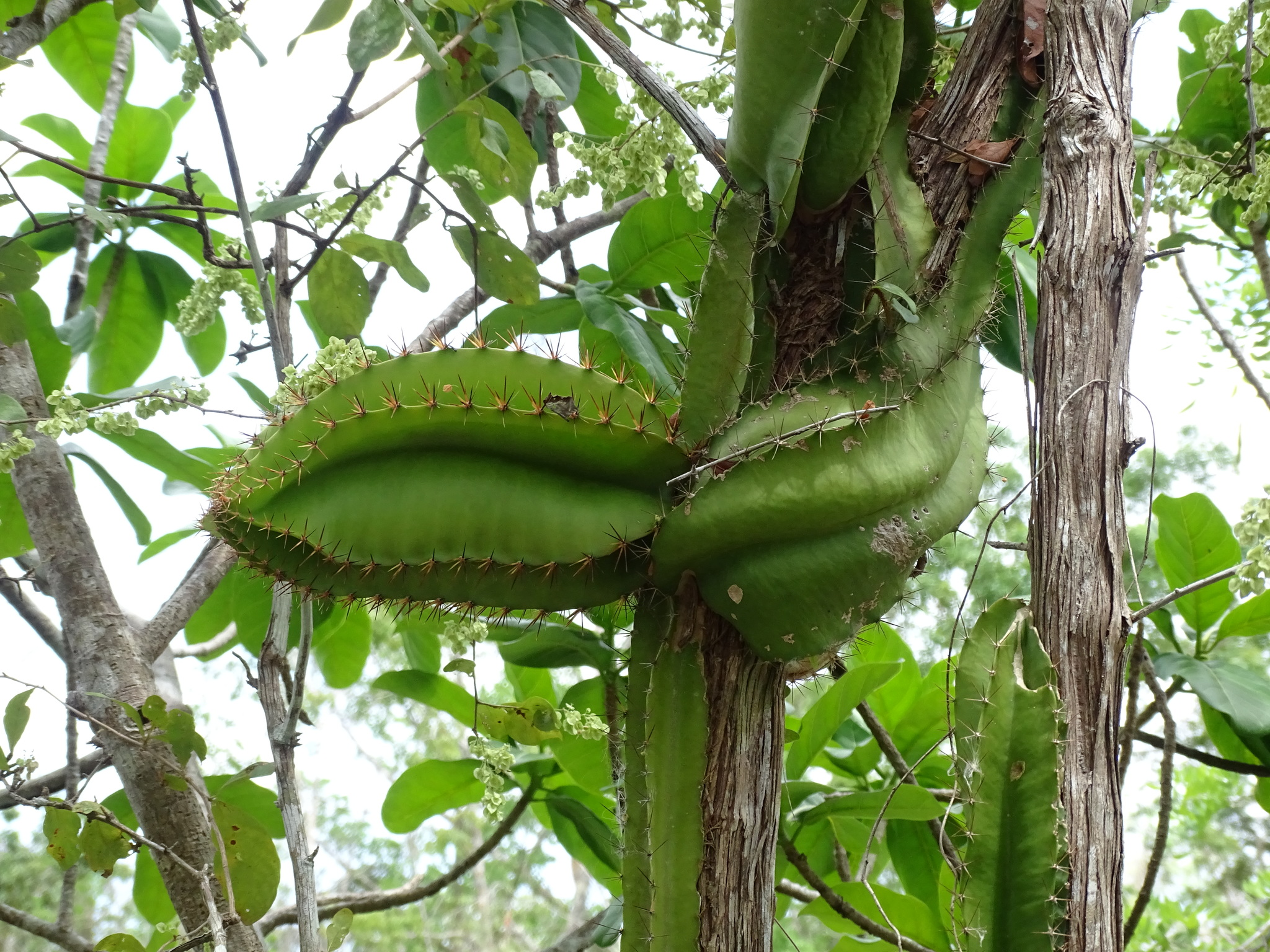
Detalle de las espinas

Presentan de 3 a 6 costillas estrechas similares a alas, suelen estar dispuestas en un solo lado y miden de 1 a 3 cm de alto. Sobre ellas se asientan areolas que contienen de 6 a 12 espinas de color marrón. Están extendidas y miden de 1 a 2 cm de largo. También tienen cerdas de hasta 1 cm de largo, aunque son escasas y caducas.

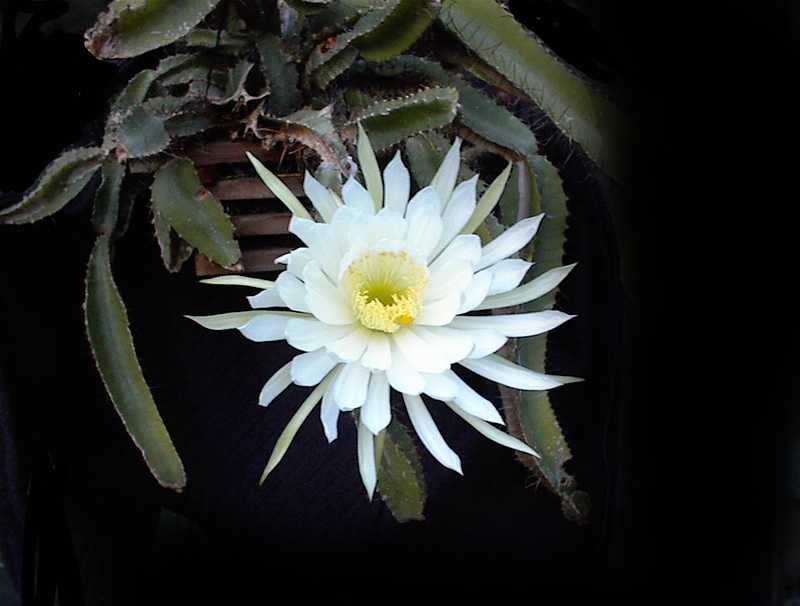
Detalle de la flor

Las flores son solitarias, muy fragantes y presentan forma de embudo. Son de color blanco y suelen tener un perianto simétrico algo unilateral. Miden de 25 a 28 cm de largo, con los estigmas ubicados por encima o al mismo nivel de las anteras. Tienen el pericarpelo y el tubo floral cubiertos de pequeñas escamas y tricomas marrones de hasta 1,5 cm de largo.

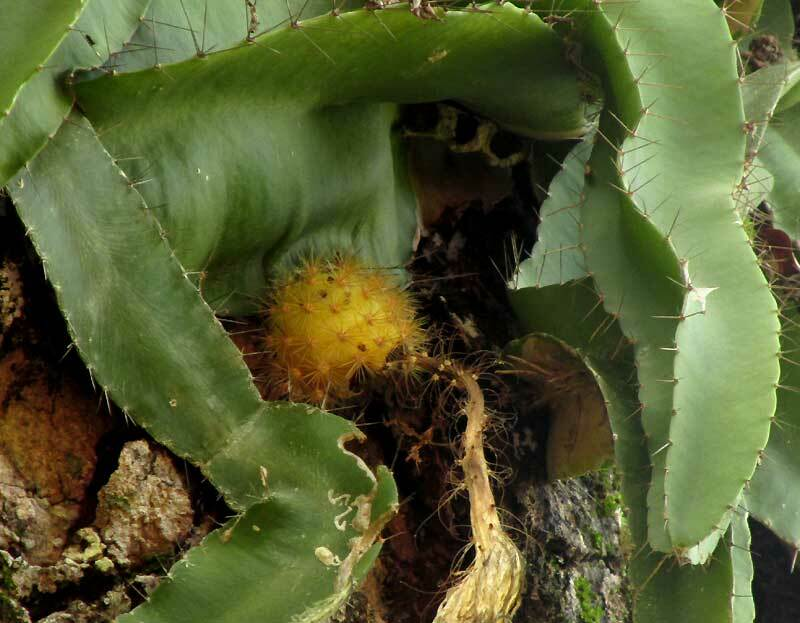
Detalle del fruto

Los frutos son de color rojo pálido, globosos y sin espinas o cerdas. Miden de 5 a 9 cm de largo, con diámetros de 3 a 3,5 cm y una pulpa de color blanco. Sus semillas miden de 2.6 a 2.8 mm de largo 1.5 a 1.6 mm de ancho. Son de color marrón oscuro y brillantes, con un micro-relieve verrugoso.

## Distribución y hábitat
El área de distribución nativa de esta especie se extiende desde el sur de México hasta Centroamérica (concretamente en países como Belice, Costa Rica, Guatemala, Honduras y Nicaragua). Adicionalmente ha sido introducido en la India.
Crece principalmente en el bioma tropical estacionalmente seco, desde los 50 a los 1 300 m s. n. m..

## Ecología
Sus segmentos suelen estar habitados por hormigas, las cuales viven en los huecos que quedan entre las costillas superpuestas.

## Taxonomía
La especie fue descrita inicialmente como Cereus testudo por Wilhelm Friedrich von Karwinsky von Karwin y tanto validada como publicada por Joseph Gerhard Zuccarini en Abhandlungen der Mathematisch-Physikalischen Classe der Königlich Bayerischen Akademie der Wissenschaften 2: 682, en 1837, hoy en día es tanto un sinónimo como el basónimo de esta.
Más adelante, sería transferida al género Selenicereus por Franz Buxbaum en Kakteen 1(VI): CIIa, f. 6, en 1965, nombre científico que también es un sinónimo actualmente.
Ulteriormente sería transferida al género Deamia por Nathaniel Lord Britton y Joseph Nelson Rose en The Cactaceae; descriptions and illustrations of plants of the cactus family 2: 213, f. 293, en 1920.

#### Etimología
Véase: Deamia
testudo: epíteto latino que significa "tortuga", haciendo referencia al crecimiento de la planta con tallos segmentados adheridos a los troncos de los árboles, lo cual recuerda a una procesión de tortugas verdes oscuro caminando una tras otra.

## Estado de conservación

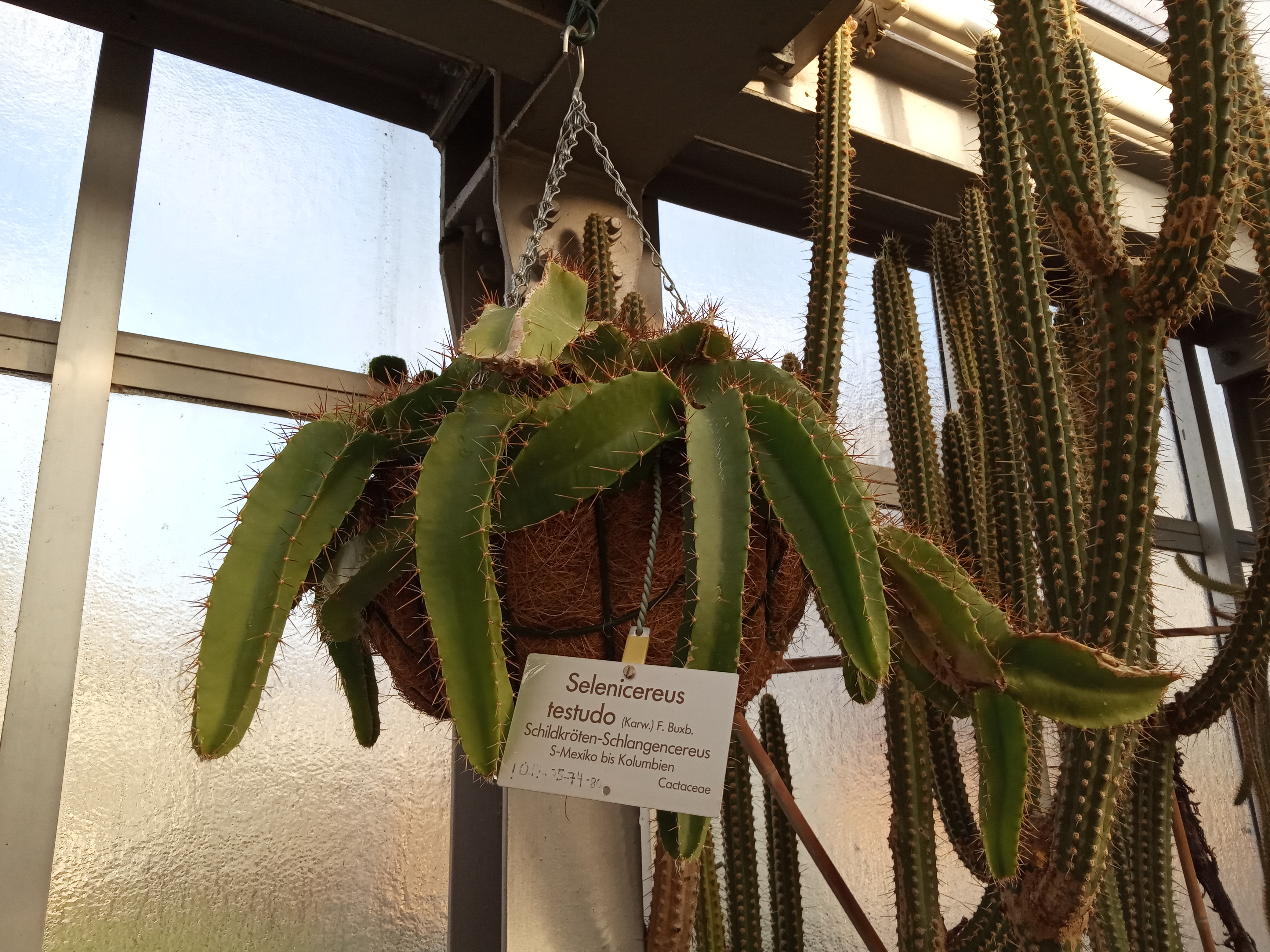
Cultivo en maceta

En la Lista Roja de Especies Amenazadas de la UICN, la especie está clasificada como de “Preocupación Menor (LC)”.
No se conocen amenazas importantes para la conservación de esta especie, aunque algunas poblaciones se ven afectadas por la deforestación, debido a la conversión del hábitat para la agricultura y la ganadería en pequeña escala.

## Usos
Se cultiva principalmente como planta ornamental y su propagación se realiza normalmente a través de esquejes.